# Harold J. Gordon Jr.
Harold Jackson Gordon Jr. (* 30. Dezember 1919; † Juli 1980) war ein US-amerikanischer Historiker.
Gordon studierte Geschichtswissenschaft und promovierte 1953 an der Yale University in New Haven. Er war seit 1962 Professor für Geschichte an der University of Massachusetts Amherst. Er schrieb eines der Standardwerke zum Hitlerputsch 1923. Seine Darstellung des Putsches sei „an Genauigkeit und Faktenreichtum wohl nicht mehr zu überbieten“, schrieb Horst Bieber unter dem Titel Die Diktatur der Kleinbürger – Warum der Mittelstand zum Nährboden des Faschismus wurde 1972 in der Wochenzeitung Die Zeit. Außerdem befasste er sich mit der Reichswehr und der bayerischen Freikorpsbewegung in der Weimarer Republik.

## Schriften (Auswahl)
- Die Reichswehr und die Weimarer Republik. 1919–1926. Verlag für Wehrwesen Bernard & Graefe, Frankfurt am Main 1959.
- Hitlerputsch 1923. Machtkampf in Bayern 1923–1924. Bernard & Graefe, Frankfurt am Main 1971, ISBN 3-7637-5108-4.
- München, Böhmen und die bayerische Freikorpsbewegung. In: Zeitschrift für bayerische Landesgeschichte, Band 38, 1975, S. 749–759 (Digitalisat).